# Nephrolepis arthropteroides
Nephrolepis arthropteroides är en spjutbräkenväxtart som beskrevs av Louis Otto Kunkel. Nephrolepis arthropteroides ingår i släktet Nephrolepis och familjen Nephrolepidaceae. Inga underarter finns listade.